# Chlupacaris dubia
Chlupacaris dubia ist eine ausgestorbene Art der Gliederfüßer aus der Ordnung der Aglaspidida aus Marokko.

## Merkmale
Chlupacaris dubia war ein mittelgroßer Aglaspidida mit einer hoch gewölbten Kopfplatte und einem mäßig konvexen Rumpf. Die Kopfplatte war etwa zweimal so breit als lang, mit einem abgerundeten vorderen Rand und einem fein definierten glabellaren Bereich. Die Augen befanden sich zentral an der Kopfplatte und waren durch leicht erhabene Höcker verbunden. Das Hypostom war wahrscheinlich konterminant und hatte eine eiförmige Form mit großen seitlichen Flügeln. Der Thorax bestand aus 11 sich überlappenden, nach hinten schmaler werdenden Abdominalsegmenten mit schwach ausgebildeten pleuralen Stacheln. Der Schwanzstachel war eher kurz und spitz zulaufend.

## Etymologie
Der Gattungsname setzt sich zusammen aus Chlupac, zu Ehren von Ivo Chlupáč, der auf dem Gebiet der Arthropoden und des Paläozoikums von Böhmen arbeitete, und dem lateinischen Wort caris für Garnele. Das Artepitheton ist das lateinische Wort dubia, was zweifelhaft, fragwürdig oder unsicher heißt. Dies bezieht sich auf eine frühere Veröffentlichung, in dem der Fossilienfund als „möglicher Aglaspidida“ erwähnt wurde.

## Fundort
Die Art wurde im Februar 2000 etwa 11 km östlich von Erfoud, Südostmarokko, in der oberen Tiouririne Formation gefunden. Der Holotyp (NMS G.2005.103.1) und einzige Fund dieser Art befindet sich nun im Nationalmuseum von Schottland in Edinburgh.

## Systematik
Chlupacaris dubia ist der einzige Vertreter der Gattung Chlupacaris und gehört der Ordnung Aglaspidida s. s. an. Er unterscheidet sich jedoch von anderen Aglaspidida und Aglaspidida-ähnlichen Arthropoden in dem Vorhandensein eines Hypostoms.